# Eric el Roig
Eric el Roig (950-1003; antic islandès: Eiríkr Rauði; noruec: Eirik Raude), anomenat així arran del fet de ser pèl-roig, va ser el fundador del primer assentament viking a Groenlàndia i el pare de Leif Ericsson. Nat a Noruega, era el fill de Þorvaldr Ásvaldsson, raó per la qual també se'l coneix com a Erik Torvaldson ('Eric fill de Torvald').

## Biografia

### Exili
Cap al 970, el seu pare es veié forçat a marxar de Noruega per culpa d'un assassinat. La seva família s'instal·là a Islàndia, però el 982, Eric va ser desterrat per un altre assassinat. Decidí anar a la recerca d'una terra a l'oest d'Islàndia que el viatger Gunnbjörn Ulfsson havia descobert tot anomenant-la Gunnbjarnarsker ('Esculls d'en Gunnbjörn') i que posteriorment visità Snaebjörn Galti.

### Descobriments
Segons la Saga d'Eric el Roig (probablement escrita per Jon Thorharson el 1387, després de 4 segles de transmissió oral), Eric passà tres anys desterrat tot explorant la costa de Groenlàndia, per tornar posteriorment a Islàndia amb històries fantàstiques sobre la nova terra. El 985, tornà a Groenlàndia amb un gran nombre de colons, que s'hi establiren en dues colònies a la costa oest: Eystribyggð ('Poble de l'Est', prop de la punta sud) i Vestribyggð ('Poble de l'Oest', prop de Nuuk). L'aventura de colonització incloïa vint-i-cinc vaixells, dels quals només catorze acabaren el viatge, i se n'enfonsaren o hi tornaren els onze restants. A Eystribyggð, Eric s'hi construí la casa de pagès Brattahlíð, prop del que actualment és Qassiarsuk. El seu títol era el de cabdill de Groenlàndia.
L'assentament prosperà, i cresqué fins a tenir més de 3.000 habitants, en unir-se al grup originari immigrants que fugien del superpoblament d'Islàndia. Tanmateix, un grup d'immigrants arribat el 1002 portà una epidèmia que delmà la colònia, i en matà molts dels ciutadans, inclòs Eric, l'hivern del 1003. Tot i això, la colònia sobrevisqué, i continuà fins als inicis de la petita edat de gel, poc abans dels viatges de Colom.

## Descendents
Es creu que Eric va tenir quatre fills: Leif Eriksson i Torstein amb la seva muller Tjodhild, i Torvald i Frøydis Eiriksdotter amb altres dones.
A diferència del seu fill Leif Eriksson, era pagà.
Durant una breu ocupació de Groenlàndia per part de Noruega a començaments del segle xx, el territori ocupat fou batejant en honor d'Eric el Roig.